# Aleksandăr Nikolov (nuotatore)
Aleksandăr Nikolov, in bulgaro Александър Николов (18 giugno 1992), è un nuotatore bulgaro.
Ha gareggiato nei 100 metri stile libero maschili alle Olimpiadi estive 2016.